# هاريسون شميت

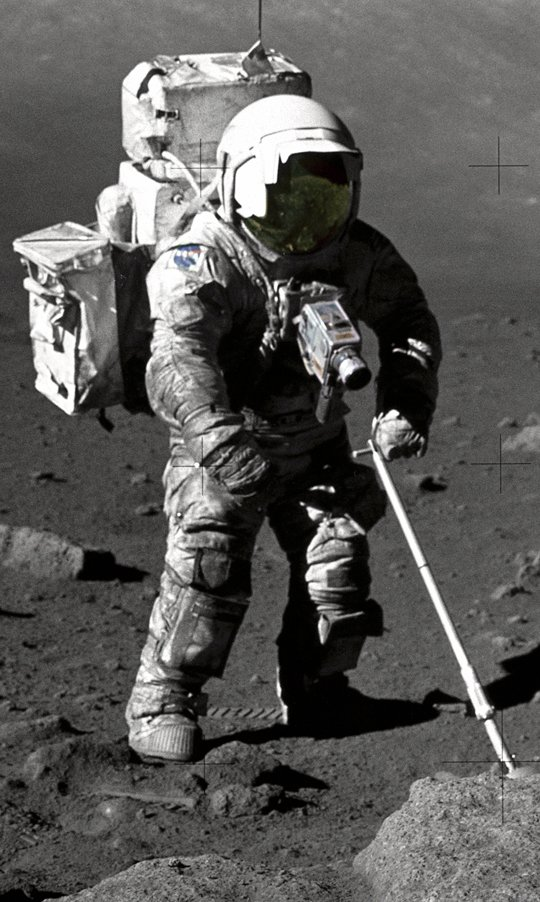
شميت يقوم بالتنقيب على سطح القمر ، نوفمبر 1972.

هاريسون شميت  (بالإنجليزية: Harrison Hagan Schmitt)‏ هو أحد رواد الفضاء الأمريكيين الذين هبطوا على سطح القمر . وبعكس المتبع لدى ناسا بأن يكون رواد الفضاء من بين الطيارين المميزين في السلاح الجوي أو البحرية الأمريكية ، فقد كان هاريسون شميت أحد العلميين الذيك هبطوا على سطح القمر حيث انضم إلى ناسا كجيولوجي هو وقليل من رواد الفضاء العلميون وكان الهدف من ذلك الاختيار هو تحصيل أكبر قدر علمي من زيارة القمر للتعرف على طبيعته ونشأة القمر وعلاقة نشأته بالأرض . ونظرا لأن اميزانية ناسا بدءت تقل مبكرا بعد هبوط الرواد الأوائل على سطح القمر برحلة أبولو 11 ، فقد قل دعم الكونغرس المالي لتلك البعثات ، مما اضطر ناسا لشطب أبولو 18 و أبولو 19  و أبولو 20. ولما عرفت الهيئات العلمية بذلك الإلغاء أصروا على أن يكون هاريسون شميت من ضمن بعثة الأخيرة إلى القمر وهي رحلة أبولو 17.
ولد هاريسون شميت  في 3 يوليو 1935 ودرس الجيولوجيا في أمريكا والنرويج حتى أصبح استاذا في الجامعة . إنضم إلى طاقم رواد الفضاء خلال الستينيات من القرن العشرين ، وقام بنفس التدريبات التي يقوم بها رواد الفضاء استعدادا لما يقومون به من عمليات في إطار برنامج أبولو ، وكان أول مابدأه هو تعلم الطيران ، ثم التدريبات الأخرى على أنظمة المحاكاة Simulator حتي اختارته ناسا ليكون قبطانا لمركبة الهبوط على القمر في بعثة أبولو 17.
وعندما وصل شميت وقائد طاقمه يوجين سيرنان إلى القمر ، غادر سيرنان المركبة القمرية أولا ونزل على سطح القمر . ثم تبعه شميت . وبعد أداء برنامج طويل في البحث والتنقيب لالتقاط عينات مناسبة من صخور وتربة القمر وكانا في سبيل العودة . صعد شميت أولا إلى المركبة القمرية Lunar Module ثم تبعه سيرنان ، وبذلك أصبح يوجين سيرنان أخر إنسان حتي الآن يمشي على سطح القمر. ولم يكن هاريسون شميت الوحيد من بين رواد الفضاء المدنيين والعلميين وليس من القوات الجوية أو البحرية ، فقد كان نيل أرمسترونج أيضا مهندسا ومعيدا جامعيا في علوم الفضاء وتكنولوجيا الطيران وهو أول إنسان يمشي على سطح القمر ، وكان ذلك في رحلة أبولو 11 في يوليو 1969.

## معرض صور

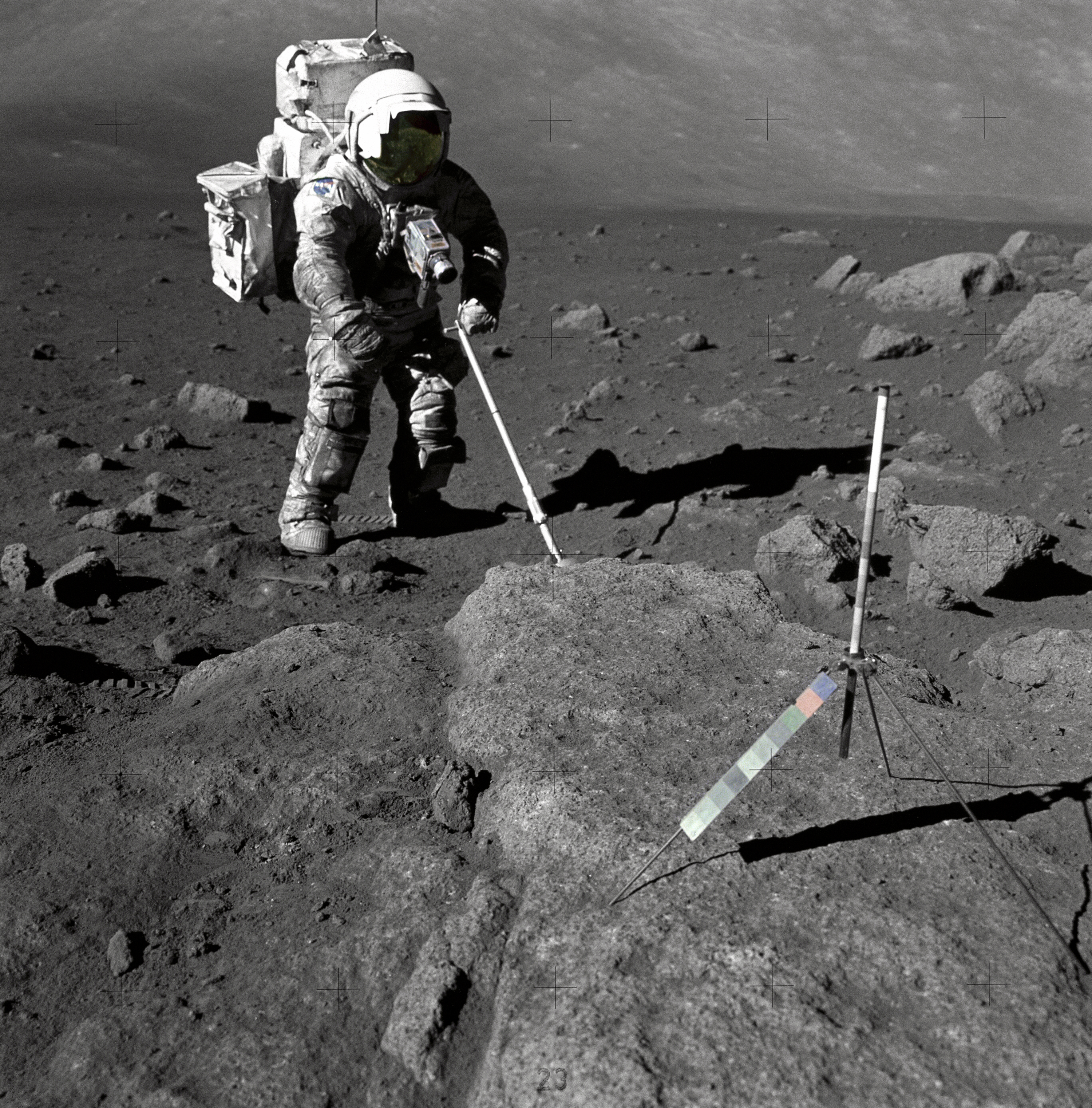
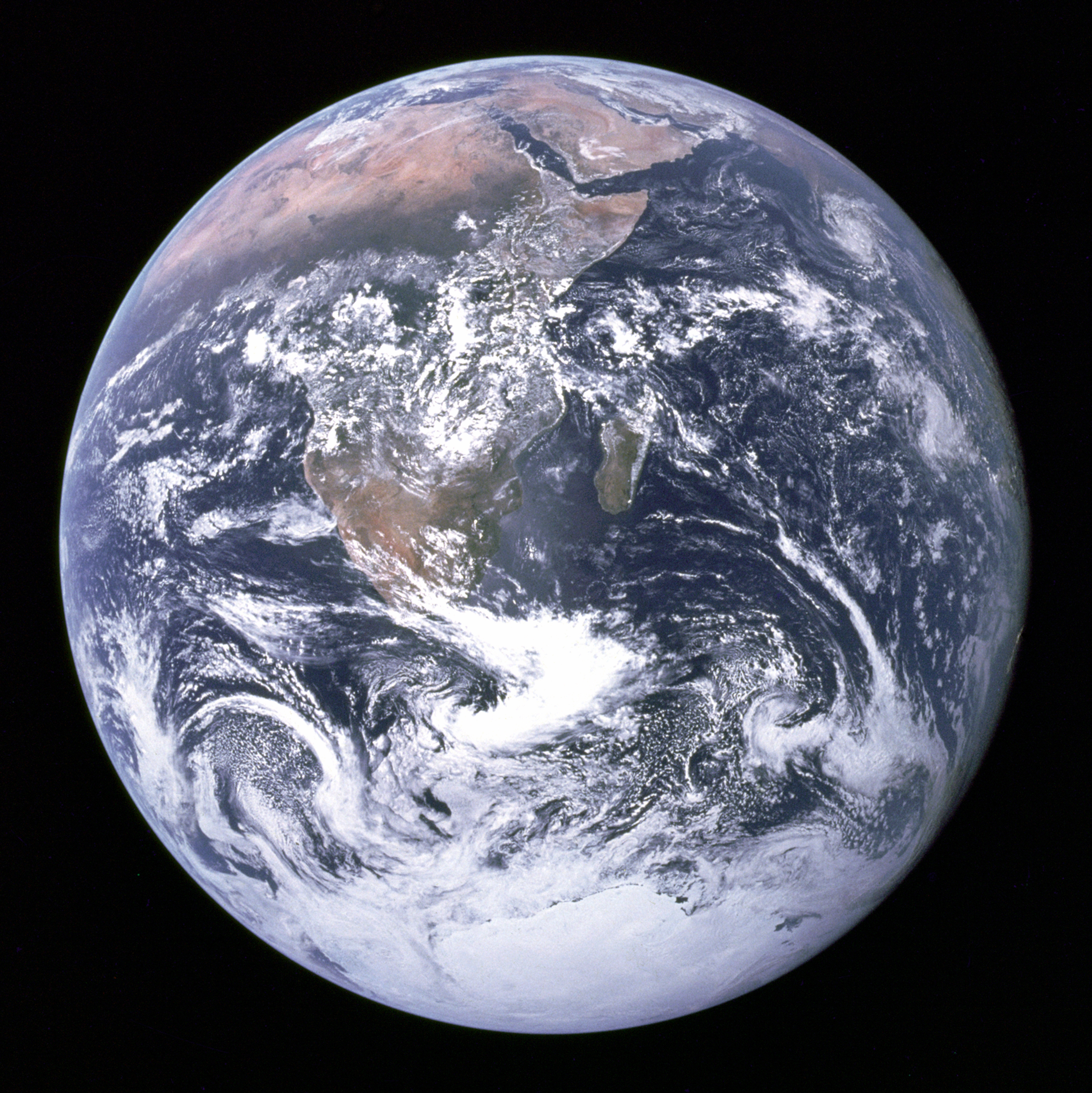
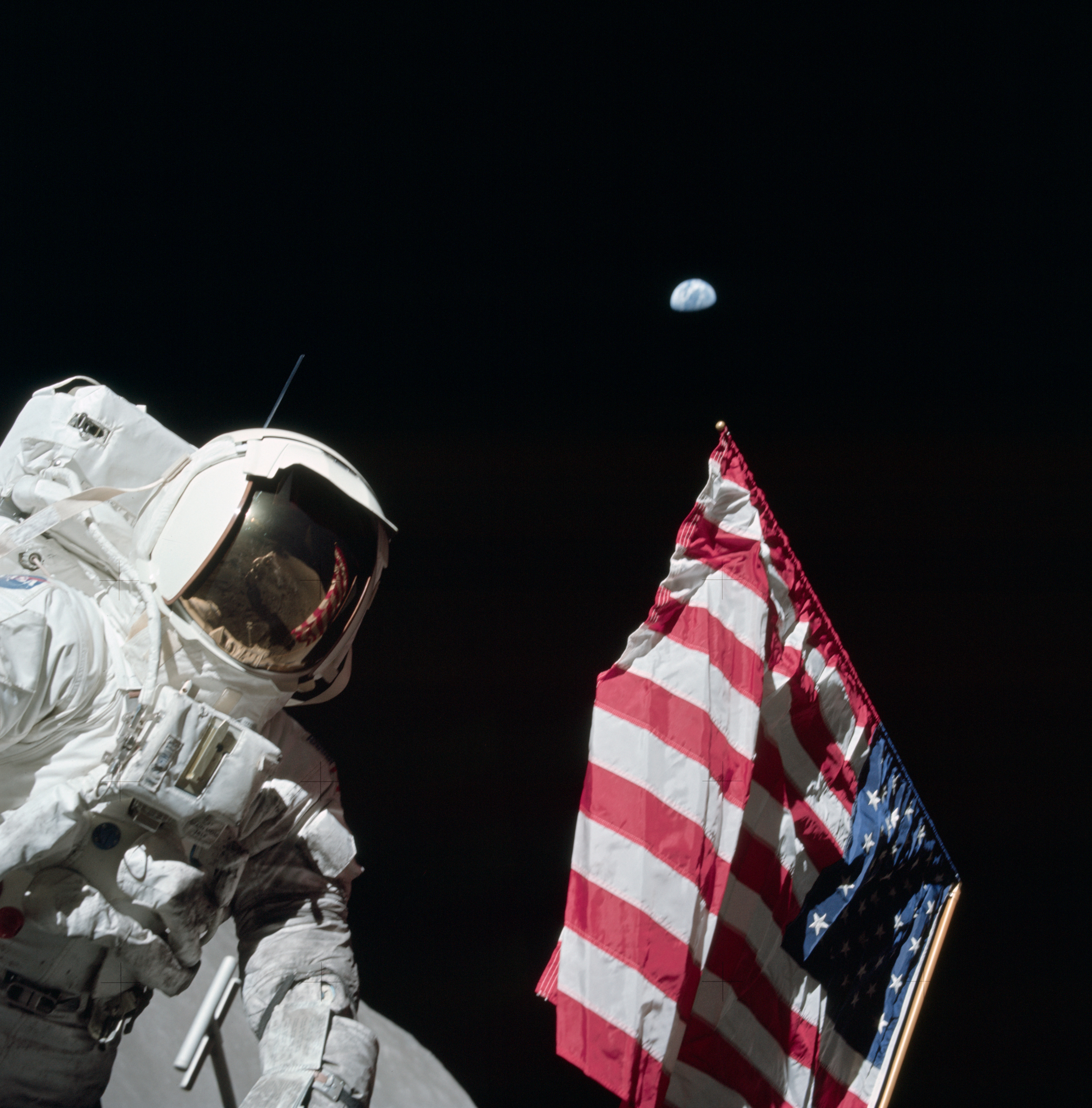

- 1=صورة الگُلَّة (البلية) الزرقاء الشهيرة التي تعتبر أول صورة لمنظر الأرض الكامل. إلتُقطت الصورة في 7 كانون الأوَّل (ديسمبر) 1972 بواسطة طاقم مركبة الفضاء الأمريكيَّة أپولو 17 عند مغادرتهم مدار الأرض لِلقمر من على بعد حوالي 29,000 كيلومتر عن سطح الأرض. إلتقط الطاقم صورة الكوكب الأزرق بِشكلٍ مُتقنٍ حيثُ كانت الشمس من ورائهم وهو ما سمح بِإضائة مُمتازة لِكوكب الأرض، حيثُ تظهر أفريقيا، والقارَّة القطبيَّة الجنوبيَّة (أنتاركتيكا) وشبه الجزيرة العربيَّة.

## اقرأ أيضاً
- نيل أرمسترونج
- بز ألدرن
- مايكل كولينز
- جوردن كوبر
- ألان بين
- جون يونغ
- كين ماتينجلي
- شالز ديوك
- أبولو 8
- أبولو 10
- أبولو 12

## وصلات خارجية
- UW prof recounts '72 trip to moon